# Jin Shizong
L'empereur Jin Shizong (27 mars 1123-20 janvier 1189) (chinois : 金世宗 ; pinyin : Jīn Shìzōng) était un empereur de la dynastie Jin, la dynastie Jurchen qui régna en Chine du nord. Il régna du 27 octobre 1161 au 20 janvier 1189.
Son nom Jurchen était Wanyan Wulu (完顏烏祿, Wányán Wūlù), son nom chinois Wanyan Yong (完顏雍, Wányán Yōng) et Wanyan Bao (完顏褒, Wányán Bāo). Son nom de période était Dading (大定, Dàdìng).

## Biographie

### Famille
Wanyan Wulu était un des petits fils de Wanyan Aguda, le fondateur de la dynastie, et le fils du célèbre Wanyan Zongfu, premier général des Jin (完顏宗輔 ; nom de courtoisie 完顏宗堯 : Wanyan Zongyao). 
De ses différentes épouses, on lui connait quatre fils :
- Wanyan Yensheng, son fils ainé, décédé jeune;
- Wanyan Yungong, (décédé en 1185), père des empereurs Xuanzong et Zhangzong;
- Wanyan Yundao;
- Wanyan Yungji, (nom de règne: Weishao Wang) empereur en 1209.

### Enfance
Wulu perdit son père à l’âge de 12 ans et grandit sous l’influence de sa mère qui appartenait à la noblesse. Elle était issue d’une famille Bohai sinisée de Liaoyang. À la mort de son époux, la mère de Wulu renonça à la tradition jurchen et préféra entrer dans les ordres plutôt que de se remarier avec un membre de sa belle famille. Grâce à sa mère et à la famille de cette dernière, Wulu reçut une éducation chinoise appropriée. Sa connaissance des classiques chinois n’avait rien à envier aux autres empereurs du pays.
Il semblerait que Wulu ait aussi été influencé par la femme qu’il avait épousée avant de devenir empereur. Son nom de jeune fille était Wulinda (烏林荅). Elle lui avait conseillé d’être patient et de feindre la loyauté envers son cousin, l’empereur Hailingwang (aussi connu sous le nom de Wanyan Liang). Hailingwang admirait Wulinda mais, lorsqu’il l’invita à sa cour privée en 1151, elle se suicida. Des hostilités profondes éclatèrent alors entre les deux cousins.
En 1161, l’empereur Hailingwang souhaitait réunifier la Chine sous l’empire des Jurchens et envahit les Songs du Sud. Il envoya des agents pour assassiner un nombre important de membres de sa famille afin d’asseoir son pouvoir au sein de l’État Jin. Wulu, aussi sur la liste, se souleva contre l’empereur. Les politiques de sinisation culturelle et de centralisation des pouvoirs, ainsi que les pertes humaines engendrées dans l’aventure sudiste de l’empereur mécontentèrent un grand nombre d'officiers et d'aristocrates jurchens qui suivirent la révolte. On raconte que le premier officier à avoir soutenu la révolte serait Wanyan Mouyan (完顏謀衍). Hailingwang fut rapidement assassiné et Wulu devint le nouvel empereur sans avoir eu à livrer combat contre son cousin.

### Règne de Jin Shizong
Une fois sur le trône, Wulu, aujourd’hui connu sous le nom d’empereur Shizong, mit un terme au plan d’invasion des Song du Sud et à la politique intérieure de sinisation d’Hailingwang. Malgré son excellente connaissance de la civilisation chinoise, Shizong pensait que la force des Jurchens dépendait de leur culture « simple et sincère ». Il attribuait souvent la défaite à l’abandon de celle-ci de la part d’Hailingwang. Il n’était pas opposé à la culture chinoise en tant que telle puisqu’il avait une fois déclaré que le mode de vie « droit et loyal » des Jurchens correspondait aux enseignements des vieux sages chinois. Cependant, il considérait que la simple lecture des classiques sans une mise en pratique des idées qu’ils véhiculent était contre-productif.
Pendant son règne, il confisqua les terres que s’étaient emparés les propriétaires terriens jurchens et les redistribua aux colons du même peuple au nord de la Chine. Mais de nombreux Jurchens préféraient boire plutôt que travailler leurs terres qu’ils louaient à des fermiers chinois. L’empereur reprochait à son peuple d’abandonner son esprit pratique et de délaisser des activités militaires, comme le tir à l’arc ou l’équitation. Pour montrer l’exemple à ses sujets, Shizong fit de la chasse une activité royale annuelle. De 1162 à 1188, il chassait presque tous les automnes et hivers. Il aimait également le tir à l’arc et les jeux de ballon.
Peu de temps après avoir accédé au trône, Shizong entreprit de promouvoir la culture et la langue jurchens. Il entama un projet de traduction des classiques chinois en jurchen ; le premier ouvrage publié étant l’histoire classique chinoise (« Shang shu »). À la fin de l’ère Da Ding, beaucoup d’autres classiques chinois devinrent disponibles dans la langue de l'empereur.
Au début de son règne, Shizong affecta 3 000 hommes à l’étude de la langue jurchen. Dès 1173, l’état délivrait des diplômes « jinshi » (en jurchen) et créa l’Académie Impériale Jurchen (女真國子學) dans la capitale et dans les écoles des circuits (lu) de l’empire. Aujourd’hui, les spécialistes pensent que proposer des examens « jinshi » avait plus pour objectif de promouvoir le savoir jurchen que de recruter plus de Jurchens au service de l’état ; la plupart des détenteurs de ces diplômes finissant par enseigner la langue ou les classiques chinois traduits dans cette langue.
Shizong exigeait que le service public s’adresse aux Jurchens dans leur langue. En 1174, les gardes impériaux durent, eux aussi, remplacer le chinois par le jurchen. En 1183, on leur distribua mille copies de l’édition jurchen du Canon de la piété filiale (ndt : Confucius) pour les instruire.
Parmi les moyens déployés afin de restaurer les traditions jurchens, Shizong interdit aux serviteurs et aux esclaves le port de la soie ; puis en 1188, aux jurchens le port de vêtements chinois.
On dit que Shizong (comme son successeur Zhangzong) était à la fois bouddhiste et taoïste. En 1187, il invita Wang Chuy (un disciple de Wang Chongyang, fondateur de l’école taoïste Quanzhen) à prier dans son palais privé. (Selon certaines sources, Qui Chuji, un autre disciple de Chongyang, fut aussi invité). Il exigea la présence de Wang Chongyang en personne à son lit de mort.

## Perception contemporaine
Aujourd’hui, les spécialistes de l’Empire Jin jugent les efforts de Shizong pour maintenir et faire renaître la langue et la culture jurchens inefficaces. Il manquait une littérature à la langue, et les traductions du chinois vers le jurchen n’ont fait qu’appuyer l’ancrage des idées et des valeurs chinoises dans les esprits jurchens. L’empereur lui-même avait une fois déclaré que le jurchen était « inférieur au chinois » et ne pourrait jamais égaler le khitan. Au-delà des anciennes terres jurchen, le peuple de Manchourie lointaine s’interrogeait sur l’utilité de parler une langue « morte » et « minoritaire ». Même Shizong se demandait si la postérité ne le jugerait pas pour avoir essayé de forcer le peuple à l’utiliser.
Les entreprises menées par Shizong étaient conflictuelles. Il essayait à la fois de défendre l’identité d’un peuple chasseur, mais aussi d'améliorer le train de vie de celui-ci en voulant en faire de bons fermiers. Cependant, en règle générale, le peuple admirait son pacifisme, son combat pour l’accès au savoir et sa préoccupation pour leur bien-être. Traditionnellement, on faisait référence à son ère comme à une « miniature de Yao et Shun », en souvenir des anciens rois et sages légendaires.